# Пралормо
Пралормо (итал. Pralormo) — коммуна в Италии, располагается в регионе Пьемонт, в провинции Турин.
Население составляет 1923 человека (2008 г.), плотность населения составляет 66 чел./км². Занимает площадь 29 км². Почтовый индекс — 10040. Телефонный код — 011.
Покровителем коммуны почитается святой Донат из Ареццо, празднование 7 августа. 

## Демография
Динамика населения:

## Администрация коммуны
- Официальный сайт: http://www.comune.pralormo.to.it/ Архивная копия от 10 апреля 2010 на Wayback Machine